# 桃源觀
40°06′53″N 116°04′50″E / 40.114664°N 116.080632°E
桃源觀，原名妙峰庵，是北京市海淀區鳳凰嶺內的一座道教全真派宫观，也是中华人民共和国建国以来北京市海淀区第一所正式新开放的道观。

## 历史
妙峰庵位于凤凰岭，始建于明朝，后来遭到焚毁。清朝光绪年间，全真道南无派第20代宗师刘名瑞住持妙峰庵，将其更名为“桃源观”。刘明瑞羽化之后，其弟子赵壁尘住持桃源观，并创立千峰先天派，桃源观的香火日渐兴盛。中华人民共和国成立后，桃源观不再作为道教活动场所开放。
2003年，中国道教协会副会长、北京市道教协会会长黄信阳主持重修了桃源观。2006年，桃源观获得宗教活动场所证，正式恢复为宗教活动场所。

## 建筑
2003年修复后的桃源观的主要建筑有：
- 十二生肖石像：桃源观前有十二生肖石像
- 天梯：在十二生肖石像旁，通往飞来石塔
- 修仙洞：天梯上的一个洞，相传为道教正阳祖师钟离权修炼之所，洞内供奉正阳祖师像。
- 三清殿：殿内祀元始天尊、灵宝天尊和道德天尊
  - 东客堂
  - 西客堂
- 吕祖殿：殿内祀纯阳祖师像
- 观音洞：吕祖殿旁有观音洞，相传开凿于金朝，洞内祀慈航道人（即佛教的观世音菩萨）。
- 桃源阁